# سرقة: قصة حب (رواية)
سرقة: قصة حب (بالإنجليزية: Theft: A Love Story)‏ هي رواية للكاتب الأسترالي بيتر كاري، نشرت عام 2006، عن دار نشر كنوبف في أستراليا والولايات المتحدة وفيبر آند فيبر في المملكة المتحدة.